# Glue (Film)
Glue ist ein argentinisch-britischer Coming-of-Age-Film über drei Teenager auf der Suche nach ihrer sexuellen Identität. Es ist ein klassischer Autorenfilm. Alexis Dos Santos schrieb für seinen ersten Kinofilm das Drehbuch, führte Regie und ist auch teilweise selbst an der Kamera und am Schneidetisch aktiv gewesen.

## Handlung
Der Film spielt in der argentinischen Kleinstadt Zapala in Süd-Patagonien. Lucas, ein hormongetriebener 15-Jähriger, hat eine Punk-Rock-Band mit seinem Freund Nacho. Als er das Mädchen Andrea kennenlernt, begeben sich die Drei unter Einfluss geschnüffelten Leims auf Entdeckungsreise ihrer Sexualität.

## Aufführung
Glue wurde auf zahlreichen Festivals vorgestellt, u. a. zur internationalen Premiere 2006 beim Toronto International Film Festival. Der offizielle Filmstart in Deutschland war erst am 1. Mai 2008, nachdem er bereits 2007 zu den Lesbisch-schwulen Filmtagen in Karlsruhe gezeigt worden war. In Österreich kam er am 25. Juli 2008 in die Kinos.

## Preise (Auswahl)
- Young Jury Award, International Film Festival Rotterdam, 2006
- Audience Award & Best Local Film Award, Buenos Aires International Independent Film Festival (BAFICI), 2006
- Bester Schauspieler (Nahuel Pérez Biscayart), Festival des 3 Continents in Nantes, 2006
- Sonderpreis der Jury, International Gay & Lesbian Film Festival in Turin, 2007
- Frameline First Feature Award, International San Francisco LGBT Film Festival, 2007[2]